# Marapendi Country Club
O Marapendi Country Club é um clube poliesportivo amador brasileiro localizado na Barra da Tijuca, na cidade do Rio de Janeiro. Após reformas do Comitê Olímpico Brasileiro, sediou as competições de tênis dos Jogos Pan-americanos de 2007. Para os Jogos, contou com instalações temporárias para a quadra principal, que terá capacidade para 5 mil pessoas e mais nove quadras auxiliares, com capacidade para 2 mil lugares